# Viet boxing
La Viet Boxing o Vo Tu Do  (lotta libera in lingua vietnamita) è una forma di combattimento che nasce dall’antica arte marziale tradizionale vietnamita.

## Storia
Nella parte meridionale del Vietnam,  per molti secoli vi è stata una forte influenza culturale da parte di paesi limitrofi, e dei loro più diffusi stili di combattimento come la boxe thailandese, la boxe birmana e la boxe indonesiana. A partire da esse, lentamente c'è stata un'evoluzione delle tecniche di combattimento vietnamite, che sono diventate nel tempo sempre più complete ed efficaci. Nel Sud del Vietnam, verso la metà del Novecento, sono nate diverse Scuole appartenenti al movimento Vo Tu Do, temute per la completezza ed efficacia delle loro tecniche di combattimento libero, senza esclusione di colpi.

## Viet boxing nel mondo

### Viet Boxing in Italia
Agli inizi degli anni novanta, sotto la guida del Presidente della Federazione Internazionale Viet Vo Dao (Maestro Phan Hoang), il Maestro Bao Lan ed il Maestro Alberto Scalari iniziarono a costruire le basi per la nascita del Vo Tu Do o Viet Boxing in Italia, basandosi esclusivamente sulle tecniche di combattimento libero tipiche del Vo Tu Do vietnamita.
La Viet Boxing si basa infatti su un vasto programma tecnico che spazia dai metodi basilari della Boxe a quelli devastanti della Muay Thai thailandese (utilizzo di colpi che coinvolgono gomito, ginocchio e tibia) e della Taekwondo coreana (tecniche di calcio in volo) fino alle proiezioni e lotta a terra con l'applicazione di particolari leve articolari.